# Ишракизм
Ишракизм (араб. إشراقية‎ от إشراق‎ — «озарение, просветление»; также «философия озарения», «иллюминативизм») — одно из направлений арабо-мусульманской философии в суфизме.
Систематизатором философского течения является Шихаб ад-Дин Йахйа ас-Сухраварди (1152—1191), дальнейшую разработку концепции осуществил аш-Ширази. Ишракизм идейно близок суфизму, восточному перипатетизму, а также бахаизму и бабизму.
В ишракизме с исламских позиций переосмыслен религиозный опыт доисламского Ирана, и прежде всего, зороастризма. Возможно, Сухраварди в своих трудах опирался на утраченную книгу Ибн Сины «Восточная философия».

## Учение

### Онтология
Философия ишракизма особенна в самом своем основании, так как мир, по ас-Сухраварди, светоносный, а не субстанциональный или процессуальный, как это наблюдается в других философских концепциях. Таким образом, свет (араб. нур) — это единственная реальность в философии ишракизма, поскольку свет никак не различен, он беспределен, ему нельзя положить никакой предел, а значит никак нельзя определить — следовательно, свет не есть вещь. Свет есть абсолютный свет, абсолютная, не различенная, неопределенная ничем реальность. Далее, ас-Сухраварди, для того чтобы обойти понятие определённости, использует понятие абсолютной действенности света («свет светит»), наряду с его абсолютной явленностью. «Светы» (араб. анвар), различаемые по интенсивности (араб. шидда), образуют категорию «Света светов», которую можно охарактеризовать как нечто Первое, Первоначало светоносного мира.
Таким образом, ас-Сухраварди в своей философской концепции приближается к традиционной модели мироустроения. От «Света светов» исходит Первый свет, или Приближенный свет. Так этот Приближенный свет становится уже и тем, что светит, и тем, что освещается («Светом светов») — эта освещенность и есть озарение (араб. ишрак). Каждый последующий свет озарен вышестоящим светом — тем самым формируется последовательность светов, образующих мир. Свет, освещенный другим светом, отбрасывает тень (араб. зилл). Но тень (араб. зилл) не представляет собой нечто, а лишь является ослаблением света. Тем самым, свет и тень не есть противоположности, но вместе с тем они формируют между собой «преграду» (араб. барзах), которая является аналогом традиционного «тела» в философии озарения. Тем не менее, эта категория небытийна как и понятие «тень», поэтому структуру мира как светоносного (отрицающего субстанциональность) она не нарушает.

### Гносеология
В своем главном трактате «Мудрость озарения» ас-Сухраварди рассуждает о существовании двух принципов (путей) обретения знания: непосредственный и опосредованный. Они не противоречат друг другу, хотя и не совпадают, а в некоторых аспектах оказываются соподчиненными.
Первый принцип называется та’аллух («углубленность в божественное»), второй бахс («исследование»). Каждый из путей имеет свои собственные обширные градации совершенства, при этом приоритет имеет непосредственное познание («углубленность в божественное»). В том случае, если оно противоречит результатам «исследования», именно оно указывает на истину, совершенство в этом виде познания ценится выше, чем совершенство в «исследовании». Таким образом, среди людей всегда есть тот, кто абсолютно совершенен в непосредственном познании: он и является подлинным «главой» (ра’ис) людей и преемником Бога на земле, даже если не обладает мирской властью. В соответствии с этой логикой построена политическая теория ас-Сухраварди.
Поскольку «мудрость» (хикма) состоит не в том, чтобы избрать непосредственное познание как более совершенное, а в соединении его с искусством «исследования», это объясняет строение Мудрости озарения. Первая половина труда посвящена вопросам логики, в основном силлогистики, вторая — метафизики, причем первая, как утверждает ас-Сухраварди, необходима для овладения второй.
Областью опосредованного, логического познания является то, что, с одной стороны, не составляет врожденного знания человека и не возникает в его сознании при одном напоминании и намеке, а с другой — не является результатом непосредственного познания. Этим определяется автономия логического познания. Его суть, как указывал ещё Ибн Сина, заключается в переходе от известного к неизвестному с помощью конечного числа шагов. Успех зависит от истинности исходного знания, а также от правильности путей перехода от исходного знания к знанию искомому. Истинность исходного знания определяется ас-Сухраварди как его «явленность» (зухур). Это понятие может быть раскрыто как непосредственность и простота. В качестве таковой явленность выступает как знание, которое, во-первых, не нуждается в дальнейшем определении, а во-вторых, исключает возможность разногласий между людьми в отношении собственного содержания. Этим критериям отвечают простейшие чувственные восприятия.